# Alejandro Ramos Castillo
Elías Alejandro Ramos Castillo (Pisco, Perú, 19 de septiembre de 1998) es un futbolista peruano. Juega como lateral derecho en Foot Ball Club Melgar de la Liga 1 de Perú.

## Trayectoria
Ramos fue parte de las inferiores del Esther Grande y Sport Boys. Tuvo su debut profesional con Sport Boys el 23 de abril de 2017 contra Unión Huaral en la Segunda División peruana. Desde su debut, se convirtió en un titular regular y jugó 23 partidos en la liga ese año. Después de una buena temporada, firmó una renovación de contrato por un año en diciembre de 2017. En su segunda temporada, Ramos hizo un total de 24 partidos para Sport Boys.
En enero de 2019, Ramos se unió al club Alianza Universidad. Jugó 30 partidos en la liga en su primera temporada. Después de 52 apariciones, Ramos dejó el club a fines de 2020 para unirse a FBC Melgar para la temporada 2021. El acuerdo se confirmó el 10 de diciembre de 2020.

## Estadísticas

### Clubes
Actualizado de acuerdo al último partido jugado el 23 de mayo de 2025.
| Club                       | Div.          | Temporada     | Liga  | Liga  | Liga   | Copas nacionales | Copas nacionales | Copas nacionales | Copas internacionales | Copas internacionales | Copas internacionales | Total | Total | Total  |
| Club                       | Div.          | Temporada     | Part. | Goles | Asist. | Part.            | Goles            | Asist.           | Part.                 | Goles                 | Asist.                | Part. | Goles | Asist. |
| -------------------------- | ------------- | ------------- | ----- | ----- | ------ | ---------------- | ---------------- | ---------------- | --------------------- | --------------------- | --------------------- | ----- | ----- | ------ |
| Sport Boys · Perú          | 2.ª           | 2017          | 23    | 4     | 1      | —                | —                | —                | —                     | —                     | —                     | 23    | 4     | 1      |
| 1.ª                        | 2018          | 24            | 0     | 2     | —      | —                | —                | —                | —                     | —                     | 24                    | 0     | 2     |        |
| Total                      | Total         | 47            | 4     | 3     | 0      | 0                | 0                | 0                | 0                     | 0                     | 47                    | 4     | 3     |        |
| Alianza Universidad · Perú | 1.ª           | 2019          | 30    | 0     | 5      | 2                | 0                | 0                | —                     | —                     | —                     | 32    | 0     | 5      |
| 2020                       | 1.ª           | 22            | 1     | 3     | —      | —                | —                | —                | —                     | —                     | 22                    | 1     | 3     |        |
| Total                      | Total         | 52            | 1     | 8     | 2      | 0                | 0                | 0                | 0                     | 0                     | 54                    | 1     | 8     |        |
| F. B. C. Melgar · Perú     | 1.ª           | 2021          | 21    | 0     | 1      | 1                | 0                | 1                | 8                     | 0                     | 0                     | 30    | 0     | 2      |
| 2022                       | 1.ª           | 35            | 2     | 1     | —      | —                | —                | 13               | 0                     | 1                     | 48                    | 2     | 2     |        |
| 2023                       | 1.ª           | 21            | 0     | 0     | —      | —                | —                | 4                | 0                     | 0                     | 25                    | 0     | 0     |        |
| 2024                       | 1.ª           | 21            | 0     | 1     | —      | —                | —                | 1                | 0                     | 0                     | 22                    | 0     | 1     |        |
| 2025                       | 1.ª           | 10            | 1     | 0     | —      | —                | —                | 7                | 0                     | 0                     | 17                    | 1     | 0     |        |
| Total                      | Total         | 108           | 3     | 3     | 1      | 0                | 1                | 33               | 0                     | 1                     | 142                   | 3     | 5     |        |
| Total carrera              | Total carrera | Total carrera | 207   | 8     | 14     | 3                | 0                | 1                | 33                    | 0                     | 1                     | 243   | 8     | 16     |
| 1. 2. 3.                   |               |               |       |       |        |                  |                  |                  |                       |                       |                       |       |       |        |

## Palmarés

### Torneos cortos
| Título          | Club            | País | Año  |
| --------------- | --------------- | ---- | ---- |
| Torneo Apertura | F. B. C. Melgar | Perú | 2022 |

### Títulos nacionales
| Título                    | Club       | Sede | Año  |
| ------------------------- | ---------- | ---- | ---- |
| Segunda División del Perú | Sport Boys | Perú | 2017 |